# Mitra atjehensis
Mitra atjehensis is een slakkensoort uit de familie van de Mitridae. De wetenschappelijke naam van de soort is voor het eerst geldig gepubliceerd in 1939 door Oostingh.